# Křepice (powiat Brzecław)
Křepice – wieś na Morawach, w Czechach, w kraju południowomorawskim. Według danych z 28 sierpnia 2006 liczba jego mieszkańców wyniosła 1237 osób.